# Трећи крајишки партизански одред
Трећи крајишки НОП одред Симо Шолаја био је јединица НОВЈ од октобра 1941. до јануара 1943, када је прерастао у 9. крајишку ударну бригаду.

## Увод

### Устанак у Босанској крајини
Устанак у Босанској крајини (на територији НДХ) почео је 27. јула 1941. и до краја августа устаници (већином локално српско становништво, делимично предвођено од локалних чланова КПЈ) су потисли снаге НДХ и ослободили велику територију, са средиштем у ослобођеном Дрвару (тзв. Дрварска република). Победа устаника натерала је власти НДХ да затраже помоћ Италије: ослањајући се на српске избеглице на својој територији и позивајући на мир, гарантујући безбедност и претећи народу репресалијама свуда где наиђу на отпор, италијанске трупе су 10. септембра прешле у наступање према ослобођеној територији. До половине октобра 1941., Италијани су, не наилазећи на отпор, заузели читаву јужну (италијанску) окупациону зону НДХ, продревши дуж друмова у Босански Петровац, Кључ, Сански Мост, Бихаћ, Босанску Крупу, Мркоњић Град, Јајце, Доњи Вакуф, Бугојно, Купрес, Прозор и низ других места, успостављајући свуда своје гарнизоне. То је довело до кризе устанка у Босанској крајини.
Напорима организација КПЈ и војних штабова одржало се језгро партизанских одреда око Дрвара, Босанског Петровца, у Подгрмечу, Јању, Пливи, Кључу и Ливну, док је устанак на Козари (у немачкој окупационој зони) и даље напредовао. Националистичке снаге обезбедиле су доминантан утицај око Босанског Грахова и Гламоча, где су формирани четнички одреди.

### Стварање партизанских одреда
На Саветовању у Столицама (код Крупња), 26. септембра 1941., у присуству делегата из БиХ, одлучено је да се приступи реорганизацији устаничких јединица у читавој земљи: формиран је Врховни штаб НОВЈ са Титом на челу, са потчињеним Главним штабовима у свим покрајинама Југославије; усвојен је заједнички назив "партизани" за све борце у читавој земљи, обавезна црвена петокрака и партизанска заклетва, а основне борбене јединице постали су партизански одреди (састављени од батаљона и чета) са јединственом командом у саставу: командант, политички комесар и њихови заменици.
Одлуке Саветовања у Столицама, које су стигле у Босанску крајину половином октобра 1941., спровођене су у знаку оштре политичке борбе између КПЈ и националиста за превласт у устаничким јединицама. Све јединице у Босанској крајини и средњој Босни обједињене су крајем октобра 1941. у три партизанска одреда: 1. крајишки НОП одред (7 чета) обухватао је крајеве између Уне и Сане, а на југу закључно са Босанским Граховом; 2. крајишки НОП одред (6 чета) крајеве између доњег тока Уне, Сане, Врбаса и линије Приједор-Бањалука; 3. крајишки НОП одред (5 батаљона и више самосталних чета) остали део Босанске крајине и средњу Босну.
У новембру, после саветовања у Главном штабу НОПО БиХ на Романији, којем су присуствовали и представници обласног руководства Босанске крајине, формиран је Оперативни штаб НОВ и ПОЈ за Босанску крајину. У јануару 1942. у три одреда Босанске крајине било је 17 батаљона. Упорна борба водила се против схватања да се остане при ранијим сеоским одредима, да борци буду код својих кућа, а да се скупљају само у случају потребе одбране свога села (ова ситуација сликовито је описана у роману Глуви барут, Бранка Ћопића). Свакодневна борба за увођење војничког живота и реда у устаничким јединицама, непрекидна офанзивна активност и постигнути војни успеси, поред политичке активности комуниста, имали су пресудан значај у изградњи војне организације. Комунисти су радили на објашњавању циљева НОБ, на стварању јединственог система нове народне власти, омладинских и организација жена; на јачању братства Срба, Хрвата и Муслимана и спречавању усташких и (касније) четничких покоља. Ради тога, одржане су крајем 1941. и почетком 1942. окружне и среске конференције КПЈ и војна саветовања на Козари, у Подгрмечу, Крњеуши и Скендер Вакуфу, као и многи зборови са војском и народом. У фебруару 1942. образовани су свуда срески и окружни комитети КПЈ.

### Јачање НОП
У међувремену је учвршћена комунистичка војна организација и елиминисан националистички (четнички) утицај у углу између река Уне и Сане и на Грмечу. Мање четничке групе биле су изоловане и потиснуте, углавном, на територију око италијанских гарнизона. У јануару 1942. партизанске јединице на том подручју почеле су нападе на италијанске трупе. После неколико напада на италијанске колоне, од којих је у Меденом Пољу код Босанског Петровца био најуспешнији, италијански гарнизони изоловани су и блокирани. Почетак борбе са Италијанима означио је коначан прелом устанка у том делу Босанске крајине у корист НОП.
У фебруару 1942. због прилива нових снага формирани су 4. (на подручју Мањаче и средње Босне) и 5. крајишки НОП одред (на простору јужно од Грмеч планине). Почетком марта 1942. партизанске снаге у Босанској крајини и средњој Босни биле су наоружане са 6.500 пушака, 163 пушкомитраљеза, 41 митраљезом, 5 минобацача и 5 топова. Партизани су тада држали простране слободне територије између Уне и Сане, на Козари, око Јајца и у средњој Босни.

## Формирање
Трећи крајишки НОП одред формиран је крајем октобра 1941., од партизанских јединица у средњој Босни (1. партизанска чета за Босанску крајину са 4 одреда, чете Штаба народне војске Плива и Теслићки НОП одред).

## Ратни пут

### 1941
Након формирања Одред је дејствовао на територији између Бањалуке, Кључа, Гламоча, Купреса, Доњег Вакуфа, Влашић-планине, Добоја и планине Мотајице. Имао је 5 батаљона, у новембру 1941. образован је и 6. батаљон, а до краја јануара 1942. још два. У новембру и децембру водио је више борби са италијанским јединицама код Мркоњић Града, Доњег Вакуфа и са домобранима дуж комуникација Јајце-Доњи Вакуф и Бањалука-Ситница, код Крупе на Врбасу, код Хан Кола, села Мајдана и у Врбањи. У међувремену су његови делови у средњој Босни ослободили Скендер Вакуф, Масловаре, Корићане, а 18-24. децембра водили су тешке одбрамбене борбе са јаким непријатељским снагама које су нападале из Прњавора на слободну територију. Делови Одреда водили су јаче борбе и код Челинца 28-31. јануара 1942. У јануару 1942. његов 3. батаљон прелази у четнике, а у батаљону Искра (такође под утицајем четника) стање је било несређено.

### 1942
Одред је 6. фебруара 1942. подељен на 3. и 4. одред. У 3. одреду остали су батаљони Пелагић, Искра, Соко и Будућност, а његова територија сведена је на подручје западно од Врбаса. Одред је 15. фебруара разбио на путу Јајце-Мркоњић Град 2. батаљон 9. домобранске пуковније, избацивши из строја 127 домобрана. Напад на Мркоњић Град 28. фебруара није успео због одустајања четника. Четничка активност знатно је смањила дејства Одреда. Одред је 30. јуна одбио јачи напад четника и домобрана из области Јајце-Доњи Вакуф на слободну територију Јања. У јулу појачава активност око Јајца и на комуникацији Јајце-Бугојно, учествује у ослобођењу Гламоча 20. јула, а Кључа и Сенице крајем јула. Тада се у Одреду налазе само 2 батаљона (Пелагић и Искра) и Купрешка чета, јер су батаљони Будућност и Соко изашли из његовог састава. У августу 1942. батаљони Пелагић и Искра учествују у тешким борбама за Купрес; тада су погинули команданти ових батаљона Симо Шолаја и Душан Метлић.
Између 21. и 25. августа створен је Купрешки батаљон јачине 3 чете, у септембру Прозорски и Зијаметски батаљон, који су ушли у 10. херцеговачку и 5. црногорску бригаду. Заједно са пролетерским и крајишким бригадама Одред учествује 24. и 25. септембра у ослобођењу Јајца, у октобру у борбама са деловима немачке 718. дивизије и 3. домобранског збора у рејону Јајца, 24-26. новембра у другом ослобођењу Јајца, а почетком децембра, заједно са 3. дивизијом, у одбрамбеним борбама око Јајца.

### Формирање бригада
Децембра 1942. Одред даје 650 бораца за формирање 7. крајишке бригаде, а 3. јануара 1943. реорганизован је и добија назив 3. крајишки НОП одред Симо Шолаја, јачине 4 батаљона, да би већ 22. јануара од главнине Одреда била образована 9. крајишка НО ударна бригада.